# Gelmelslot
Het Gelmelslot of kasteel van Hoogstraten is een kasteelgebouw in de Belgische stad Hoogstraten dat dienstdoet als penitentiair scholencentrum.

## Geschiedenis
Volgens de legendes richtte in de 9e eeuw de Noorman Gelmel een houten kasteeltoren op met een gracht eromheen. Rond de 12e eeuw werd deze houten toren tot een stenen kasteel verbouwd. Jan IV van Cuijk verbouwde het kasteel in gotische stijl in de eerste helft van de 15e eeuw. Na vererving komt het kasteel en het land van Hoogstraten in handen van de families Van Culemborg en Van Lalaing.
Onder de eerste graaf van Hoogstraten, Antoon I van Lalaing en zijn vrouw Elisabeth van Culemborg werd het kasteel verbouwd tot een prachtig en luxueus renaissanceslot. Ze schakelden hierbij de hulp in van Rombout II Keldermans. Het complex had drie versterkte omwallingen, wachttorens, ophaalbruggen, een wapenzaal, meerdere kapellen, rijk ingerichte zalen en zuilengangen. Na hun dood ging het kasteel en land van Hoogstraten over naar graaf Filips van Lalaing.
Het kasteel overleefde een beleg door Maarten van Rossum in 1542, maar brandde in 1581 af en raakte na een beleg in 1603 ernstig in verval. Er waren plannen voor herstel in de 17e eeuw, maar uitgevoerd werden ze niet. Mogelijk werd op 13 maart 1566 in dit kasteel besloten tot het aanbieden van het Smeekschrift der Edelen. De inhoud van het toen gehouden overleg is echter onbekend.
Maria-Gabriëla de Lalaing was de laatste telg uit het huis Lalaing. Ze was gehuwd met Karl Florentin zu Salm, Wild- und Rheingraf zu Dhaun-Neufville, een infanteriegeneraal van de Republiek der Zeven Verenigde Nederlanden. Na haar dood kwam het kasteel in handen van de familie Salm. Haar kleinzoon, Nikolaus Leopold zu Salm-Salm, liet het kasteel herstellen. In 1740 werd hij de eerste hertog van Hoogstraten en in 1743 prins van Salm-Salm.
Het kasteel werd wederom door brand getroffen in 1768; de kern van het kasteel, het binnenslot, werd niet meer herbouwd. De zuidelijke vleugel van het kasteelcomplex werd ingericht als woonvleugel van de prinselijke familie.
Tijdens de Franse tijd werd het kasteel genationaliseerd, geplunderd en deels afgebroken. Het werd als gendarmeriekazerne in gebruik genomen en vanaf 1810 als opvangoord voor bedelaars. Na 1815 kreeg de familie Salm-Salm de landerijen terug, maar het kasteel bleef in bezit van de Nederlandse staat. Vanaf 1880 werd het kasteel ingericht als een landbouwkolonie en sinds 1931 is in het kasteel een penitentiair scholencentrum gevestigd.